# Прогрес Вилиџ (Флорида)
Прогрес Вилиџ (енгл. Progress Village) насељено је место без административног статуса у америчкој савезној држави Флорида.

## Демографија
По попису из 2010. године број становника је 5.392, што је 2.91 (117,2%) становника више него 2000. године.
| Група             | 2000.         | 2010.         |
| Белци             | 146 (5,9%)    | 1.547 (28,7%) |
| Афроамериканци    | 2.252 (90,7%) | 2.787 (51,7%) |
| Азијати           | 3 (0,1%)      | 213 (4,0%)    |
| Хиспаноамериканци | 68 (2,7%)     | 801 (14,9%)   |
| Укупно            | 2.482         | 5.392         |